# 皮爾卡山 (秘魯)
14°44′22″S 72°51′22″W / 14.73944°S 72.85611°W
皮爾卡山（Pirqa），是秘魯的山峰，位於該國南部阿普里馬克大區和阿亞庫喬大區，由胡安埃斯皮諾薩梅德拉諾區和卡斯塔涅達上校區負責管轄，屬於萬索山脈的一部分，海拔高度5,000米。